# Hesten (film fra 1943)
 For alternative betydninger, se Hesten. (Se også artikler, som begynder med Hesten)
Hesten er en dansk kortfilm fra 1943, der er instrueret af Bjarne Henning-Jensen efter manuskript af ham selv, Georg Gram og Kai Johansen.

## Handling
Filmen er lavet til brug ved landbrugsskoler og lignende med materialet til de to film Føllet og Heste. Filmen giver en indgående beskrivelse af hesteavlens og opdrætningens problemer.